# Нос (повест)
„Нос“ (на руски: Нос) е сатирична повест на руския писател Николай Гогол.
Написана през 1832 – 1833 година и публикувана за пръв път в списание „Современник“ през 1836 година, тя е част от цикъла „Петербургски повести“. В центъра на сюжета е петербургски чиновник, чийто нос се отделя от него, заживява собствен живот и постига по-големи успехи в кариерата и обществото от самия чиновник. Повестта има голям успех и е сред най-известните произведения на Гогол.
„Нос“ е издавана многократно на български език, като сред нейните преводачи са Н. П. Нягул (1888), А. Найденов (1914), С. Бежановски (1920), Людмил Стоянов (1940), Константин Константинов, Татяна Балова.